# Urząd Lotnictwa Cywilnego
Urząd Lotnictwa Cywilnego (ULC) – państwowa jednostka budżetowa obsługująca prezesa Urzędu Lotnictwa Cywilnego, będącego organem centralnej administracji rządowej właściwym w sprawach lotnictwa cywilnego.

## Powoływanie prezesa urzędu
Nabór organizowany jest w otwartym konkursie. Specjalny zespół rekrutujący wyłania 3 najlepsze kandydatury. Spośród nich minister właściwy do spraw transportu wybiera jedną, którą premier powołuje na prezesa urzędu. Wymagania wobec kandydatów: tytuł magistra lub równorzędny, obywatelstwo polskie, pełnia praw publicznych, niekaralność, kompetencje kierownicze, 6-letni staż pracy, wykształcenie i wiedza z zakresu zadań prezesa urzędu.

## Zadania i kompetencje prezesa urzędu
Do kompetencji prezesa urzędu należą wszystkie sprawy związane z lotnictwem cywilnym, z wyjątkiem spraw zastrzeżonych w ustawach oraz umowach międzynarodowych na rzecz ministra właściwego do spraw transportu lub innych organów administracji publicznej. Prezes urzędu wykonuje nadzór lotniczy oraz jest władzą lotniczą w rozumieniu umów międzynarodowych.
Zadania prezesa urzędu:
- realizuje politykę rządu w zakresie lotnictwa cywilnego (sieć lotnisk, urządzenia naziemne)
- wydaje decyzje administracyjne z tego zakresu
- nadzoruje przestrzeganie prawa w zakresie lotnictwa cywilnego i lotniczej działalności gospodarczej
- nadzoruje służby żeglugi powietrznej
- wykonuje zadania w imieniu i na rzecz organów UE w swoim zakresie
- nadzoruje eksploatacje statków powietrznych
- certyfikuje podmioty działające w zakresie lotnictwa cywilnego
- sprawdza zdatność sprzętu lotniczego do lotu
- sprawdza kwalifikacje personelu lotniczego
- prowadzi rejestry: statków powietrznych, lotnisk, urządzeń naziemnych, personelu lotniczego, podmiotów szkolących oraz lądowisk
- nadzoruje i organizuje pracę cywilno-wojskowego organu doradczego do spraw zasad zarządzania i wykorzystania przestrzeni powietrznej przez wszystkich użytkowników
- współpracuje z innymi organami i podmiotami w zakresie: zarządzania ruchem lotniczym oraz służb ratowniczych
- współpracuje z nadzorem i administracją lotniczą innych państw
- współpracuje z samorządem lokalnym w zakresie lotnictwa cywilnego
- współpracuje z organizacjami międzynarodowymi (szczególnie z Organizacją Międzynarodowego Lotnictwa Cywilnego)
- działa w zakresie bezpieczeństwa lotów (w tym: e-baza zdarzeń lotniczych, zalecenia profilaktyczne, ocena stanu bezpieczeństwa lotów, wymiana danych z organami UE)
- wydaje wytyczne techniczne
- zatwierdza granice części lotniczej lotniska
- współpracuje z Państwową Komisją Badania Wypadków Lotniczych
- bierze udział w pracach nad międzynarodowymi umowami lotniczymi
- inicjuje i pracuje nad zmianami prawa w zakresie lotnictwa cywilnego
- opracowuje i wykonuje Krajowy Program Ochrony Lotnictwa Cywilnego
- zatwierdza i nadzoruje programy ochrony lotnisk oraz ochrony firm z branży lotnictwa cywilnego
- nadzoruje w swoim zakresie służby ochrony lotnisk
- opracowuje i wykonuje Krajowy Program Ułatwień w zakresie Lotnictwa Cywilnego
- nadzoruje i analizuje ewidencje operatorów lotnisk w zakresie: ruchu statków powietrznych, ruchu pasażerskiego i ładunków
- nadzoruje badania lotniczo-lekarskie
- uzgadnia miejscowe plany zagospodarowania przestrzennego tam, gdzie przewiduje się inwestycje z zakresu lotnictwa cywilnego.

Prezes Urzędu Lotnictwa Cywilnego przejął zadania dotychczasowego:
- Departamentu Lotnictwa Cywilnego w Ministerstwie Infrastruktury w zakresie polityki transportowej lotnictwa cywilnego, uregulowań prawno-legislacyjnych, dwustronnych i wielostronnych relacji zewnętrznych oraz współpracy międzynarodowej oraz
- Głównego Inspektoratu Lotnictwa Cywilnego w zakresie nadzoru technicznego i operacyjnego lotnictwa cywilnego.

Podlega ministrowi właściwemu do spraw transportu.
Utrzymuje 5 delegatur terenowych.
Prezes ULC wydaje Dziennik Urzędowy Urzędu Lotnictwa Cywilnego.

## Budżet, zatrudnienie i wynagrodzenia
Wydatki i dochody Urzędu Lotnictwa Cywilnego są realizowane w części 39 budżetu państwa – Transport.
W 2018 wydatki ULC wyniosły 57,22 mln zł, a dochody 23,12 mln zł. Przeciętne zatrudnienie w przeliczeniu na pełne etaty wyniosło 351 osób, a średnie miesięczne wynagrodzenie brutto 7053 zł.
W ustawie budżetowej na 2019 wydatki Urzędu Lotnictwa Cywilnego zaplanowano w wysokości 62,05 mln zł.

## Kierownictwo[9]
- Julian Rotter – prezes od 22 października 2024[10] (od 16 kwietnia 2024 jako p.o.)[11]
- Andrzej Kotwica – p.o. wiceprezesa ds. standardów lotniczych od 14 września 2021
- Mateusz Bączkowski – p.o. wiceprezesa ds. transportu lotniczego od 16 października 2024[12]
- Bogna Jobda – dyrektor generalny

## Lista prezesów
- Marek Sidor (2002–2003)[13][14]
- Krzysztof Kapis (2003–2006)[13][15]
- Tomasz Kądziołka (2006, p.o.)[13][16]
- Grzegorz Kruszyński[17] (2006–2012)[13]
- Tomasz Kądziołka (2012, p.o.)
- Piotr Ołowski[18] (2012–2016)
- Piotr Samson (2016–2024)
- Julian Rotter (od 2024)[19][20]

## Kontrowersje
W 2009 r. zatrzymano pracowników Urzędu Lotnictwa Cywilnego w sprawie podejrzenia o korupcję. W 2013 r. prokuratura postawiła trzem byłym pracownikom ULC (naczelnikowi wydziału w departamencie personelu lotniczego ULC, szefowi egzaminatorów teoretycznych Lotniczej Komisji Egzaminacyjnej i asystentowi w Lotniczej Komisji Egzaminacyjnej) zarzuty o przyjmowanie korzyści majątkowych podczas egzaminów na pilota w latach 2008–2009. Po kontroli Ministerstwa Infrastruktury w 2009 r., Urząd Lotnictwa Cywilnego zmienił procedury egzaminowania i wydawania licencji pilotom.